# Andrzej Perkman
Andrzej Perkman (ur. 12 sierpnia 1977 w Chełmie) – polski kompozytor, producent muzyczny, akompaniator na Akademii Teatralnej im. J. Zelwerowicza w Warszawie oraz Uniwersytecie Muzycznym im. Fryderyka Chopina w Warszawie, absolwent  Uniwersytetu im. Marii Curie-Skłodowskiej w Lublinie oraz Politechniki Warszawskiej. Współpracownik warszawskich teatrów Narodowego, Roma, Współczesnego, Syrena, Collegium Nobilium, Studenckiego Teatru Uniwersytetu Warszawskiego oraz teatru improwizowanego AB OVO. Muzyk, autor muzyki i kierownik muzyczny koncertów i spektakli teatralnych.

## Muzyka do spektakli teatralnych
| Rok  | Tytuł                                 | Reżyser                 | Scena                                                                        |
| ---- | ------------------------------------- | ----------------------- | ---------------------------------------------------------------------------- |
| 2018 | Fortepian pijany                      | Marcin Przybylski       | Teatr Narodowy                                                               |
| 2017 | Babel                                 | Maciej Wojtyszko        | Teatr Polskiego Radia                                                        |
| 2012 | Morfina                               | Waldemar Raźniak        | Teatr Polskiego Radia                                                        |
| 2009 | Proroctwo                             | Dominika Świątek        | Dworek Słowackich w Krzemieńcu                                               |
| 2008 | Moulin Noir. Antyrewia                | Marcin Przybylski       | Scena w Baraku Teatru Współczesnego                                          |
| 2007 | Sz jak Szarik                         | Jacek Sołtysiak         | Towarzystwo Teatrum                                                          |
| 2007 | C’est la vie, czyli ławka rezerwowych | Marcin Kołaczkowski     | Sztukoteka                                                                   |
| 2007 | Wirtualne Serce                       | Zuzanna Dobrucka-Mendyk | Teatr Syrena                                                                 |
| 2006 | Vernix. Muzodram warszawski           | Marcin Przybylski       | Teatr Soho                                                                   |
| 2005 | Rodzina Dreptaków                     | Jerzy Satanowski        | Scena Muzyczna Teatru Na Woli – Biała Lokomotywa                             |
| 2004 | Cafe Tęsknota                         | Sebastian Skalski       | Scena Inicjatyw Artystycznych 25. Przeglądu Piosenki Aktorskiej we Wrocławiu |
| 2003 | Stachura, czyli list do pozostałych   | Jerzy Satanowski        | Teatr na Woli                                                                |

## Muzyka filmowa
| Rok  | Tytuł                                              | Reżyser                                           | Uwagi                                                                                             |
| ---- | -------------------------------------------------- | ------------------------------------------------- | ------------------------------------------------------------------------------------------------- |
| 2017 | Epoka niedoceniania                                | Daniel Rusin                                      | film fabularny krótkometrażowy                                                                    |
| 2016 | Mleczaki                                           | Przemysław Stański, Alex Peralyhin                | film fabularny krótkometrażowy, zrealizowany w ramach 48 Hour Film Project                        |
| 2016 | Stradissima                                        | Aleksander Leydo, Maciej Doryk, Aleksandra Fornal | film fabularny krótkometrażowy, zrealizowany w ramach 48 Hour Film Project i nagrodzony za muzykę |
| 2003 | Rozwydrzony kanarek. Konstanty Ildefons Gałczyński | Jakub Nowak                                       | film dokumentalny                                                                                 |
| 2001 | Żart                                               | Jakub Nowak                                       | film dokumentalny                                                                                 |